# Бобриківська сільська рада
| Бобриківська сільська рада — колишній орган місцевого самоврядування у Антрацитівському районі Луганської області з адміністративним центром у с. Бобрикове. Історична дата утворення: в 1939 році. Водоймища на території, підпорядкованій даній раді: річка Нагольна. Сільській раді були підпорядковані населені пункти: - с. Бобрикове - с. Вишневе - с. Єгорівка - с. Клуникове - с. Новокраснівка |

## Склад ради
Рада складалася з 18 депутатів та голови.

### Керівний склад ради
| ПІБ                       | Основні відомості                                                         | Дата обрання | Дата звільнення |
| ------------------------- | ------------------------------------------------------------------------- | ------------ | --------------- |
| Чуприна Наталія Василівна | Сільський голова, 1955 року народження, освіта, член Партії регіонів      | 26.03.2006   | 31.10.2010      |
| Чуприна Наталія Василівна | Сільський голова, 1955 року народження, освіта вища, член Партії регіонів | 31.10.2010   |                 |

Примітка: таблиця складена за даними джерела